# Équipe-type de la Major League Soccer
L'équipe type ou onze idéal de la MLS (en anglais MLS Best XI) est une récompense remise chaque année par la Major League Soccer aux onze joueurs qui composeraient la meilleure équipe de la saison.

## Palmarès
Le joueur dont le nom est inscrit en gras est celui du joueur nommé Meilleur joueur de MLS de la saison concernée.
| Saison | Gardien de but                                    | Défenseur                                                                                             | Milieu de terrain | Attaquant |
| ------ | ------------------------------------------------- | --- | --- | --- |
| 1996   | Mark Dodd, Dallas                                 | Leonel Álvarez, Dallas John Doyle, San José Robin Fraser, Los Angeles                                 | Mauricio Cienfuegos, Los Angeles Roberto Donadoni, MetroStars Marco Etcheverry, D.C. Preki, Kansas City Carlos Valderrama, Tampa Bay                             | Eduardo Hurtado, Los Angeles Roy Lassiter, Tampa Bay                                                                            |
| 1997   | Brad Friedel, Columbus                            | Jeff Agoos, D.C. Thomas Dooley, Columbus Richard Gough, Kansas City Eddie Pope, D.C.                  | Mark Chung, Kansas City Marco Etcheverry, D.C. Preki, Kansas City Carlos Valderrama, Tampa Bay                                                                   | Ronald Cerritos, San José Jaime Moreno, D.C.                                                                                    |
| 1998   | Zach Thornton, Chicago                            | Thomas Dooley, Columbus Robin Fraser, Los Angeles Luboš Kubík, Chicago Eddie Pope, D.C. United        | Chris Armas, Chicago Mauricio Cienfuegos, Los Angeles Marco Etcheverry, D.C. Piotr Nowak, Chicago                                                                | Stern John, Columbus Cobi Jones, Los Angeles                                                                                    |
| 1999   | Kevin Hartman, Los Angeles                        | Jeff Agoos, D.C. Lubos Kubik, Chicago Robin Fraser, Los Angeles                                       | Chris Armas, Chicago Mauricio Cienfuegos, Los Angeles Marco Etcheverry, D.C. Eddie Lewis, San José Steve Ralston, Tampa Bay                                      | Jason Kreis, Dallas Jaime Moreno, D.C.                                                                                          |
| 2000   | Tony Meola, Kansas City                           | Robin Fraser, Los Angeles Greg Vanney, Los Angeles Peter Vermes, Kansas City                          | Chris Armas, Chicago Piotr Nowak, Chicago Steve Ralston, Tampa Bay Hristo Stoichkov, Chicago Carlos Valderrama, Tampa Bay                                        | Mamadou Diallo, Tampa Bay Clint Mathis, MetroStars                                                                              |
| 2001   | Tim Howard, MetroStars                            | Jeff Agoos, San José Carlos Llamosa, Miami Pablo Mastroeni, Miami Greg Vanney, Los Angeles            | Chris Armas, Chicago Piotr Nowak, Chicago Preki, Miami | Alex Pineda Chacon, Miami Diego Serna, Miami John Spencer, Colorado                                                             |
| 2002   | Tim Howard, MetroStars                            | Wade Barrett, San José Carlos Bocanegra, Chicago Alexi Lalas, Los Angeles                             | Mark Chung, Colorado Ronnie Ekelund, San José Óscar Pareja, Dallas Steve Ralston, Nlle-Angleterre                                                                | Jeff Cunningham, Columbus Carlos Ruiz, Los Angeles Taylor Twellman, Nlle-Angleterre                                             |
| 2003   | Pat Onstad, San José                              | Carlos Bocanegra, Chicago Ryan Nelsen, D.C. Eddie Pope, MetroStars                                    | Chris Armas, Chicago DaMarcus Beasley, Chicago Mark Chung, Colorado Landon Donovan, San José Preki, Kansas City                                                  | Ante Razov, Chicago John Spencer, Colorado                                                                                      |
| 2004   | Joe Cannon, Colorado                              | Jimmy Conrad, Kansas City Robin Fraser, Columbus Ryan Nelsen, D.C. Eddie Pope, MetroStars             | Eddie Gaven, MetroStars Amado Guevara, MetroStars Ronnie O'Brien, Dallas Kerry Zavagnin, Kansas City                                                             | Brian Ching, San José Jaime Moreno, D.C.                                                                                        |
| 2005   | Pat Onstad, San Jose                              | Chris Albright, Los Angeles Danny Califf, San José Jimmy Conrad, Kansas City                          | Clint Dempsey, Nlle-Angleterre Dwayne De Rosario, San José Christian Gómez, D.C. Shalrie Joseph, Nlle-Angleterre Ronnie O'Brien, Dallas                          | Jaime Moreno, D.C. United Taylor Twellman, Nlle-Angleterre                                                                      |
| 2006   | Troy Perkins, D.C.                                | Bobby Boswell, D.C. José Burciaga Jr., Kansas City Jimmy Conrad, Kansas City                          | Ricardo Clark, Houston Clint Dempsey, Nlle-Angleterre Dwayne De Rosario, Houston Christian Gomez, D.C. Justin Mapp, Chicago                                      | Jeff Cunningham, Salt Lake Jaime Moreno, D.C.                                                                                   |
| 2007   | Brad Guzan, Chivas USA                            | Jonathan Bornstein, Chivas USA Michael Parkhurst, Nlle-Angleterre Eddie Robinson, Houston             | Guillermo Barros Schelotto, Columbus Dwayne De Rosario, Houston Christian Gomez, D.C. Shalrie Joseph, Nlle-Angleterre Ben Olsen, D.C.                            | Juan Pablo Angel, New York Luciano Emilio, D.C.                                                                                 |
| 2008   | Jon Busch, Chicago                                | Jimmy Conrad, Kansas City Chad Marshall, Columbus Bakary Soumare, Chicago                             | Cuauhtémoc Blanco, Chicago Shalrie Joseph, Nlle-Angleterre Sacha Kljestan, Chivas USA Robbie Rogers, Columbus Guillermo Barros Schelotto, Columbus               | Kenny Cooper, Dallas Landon Donovan, Los Angeles                                                                                |
| 2009   | Zach Thornton, Chivas USA                         | Geoff Cameron, Houston Wilman Conde, Chicago Chad Marshall, Columbus                                  | Dwayne DeRosario, Toronto Landon Donovan, Los Angeles Stuart Holden, Houston Shalrie Joseph, Nlle-Angleterre Freddie Ljungberg, Seattle                          | Conor Casey, Colorado Jeff Cunningham, Dallas                                                                                   |
| 2010   | Donovan Ricketts, Los Angeles                     | Nat Borchers, Salt Lake Omar Gonzalez, Los Angeles Jámison Olave, Salt Lake                           | Dwayne De Rosario, Toronto Landon Donovan, Los Angeles David Ferreira, Dallas Sébastien Le Toux, Philadelphie Javier Morales, Salt Lake                          | Edson Buddle, Los Angeles Chris Wondolowski, San José                                                                           |
| 2011   | Kasey Keller, Seattle                             | Todd Dunivant, Los Angeles Omar Gonzalez, Los Angeles Jámison Olave, Salt Lake                        | David Beckham, Los Angeles Brad Davis, Houston Dwayne De Rosario, D.C. Landon Donovan, Los Angeles Brek Shea, Dallas                                             | Thierry Henry, New York Chris Wondolowski, San José                                                                             |
| 2012   | Jimmy Nielsen, Kansas City                        | Víctor Bernárdez, San José Matt Besler, Kansas City Aurélien Collin, Kansas City                      | Osvaldo Alonso, Seattle Landon Donovan, Los Angeles Chris Pontius, D.C. Graham Zusi, Kansas City                                                                 | Thierry Henry, New York Robbie Keane, Los Angeles Chris Wondolowski, San José                                                   |
| 2013   | Donovan Ricketts, Portland                        | José Gonçalves, Nlle-Angleterre Matt Besler, Kansas City Omar Gonzalez, Los Angeles                   | Tim Cahill, New York Will Johnson, Portland Diego Valeri, Portland Graham Zusi, Kansas City                                                                      | Marco Di Vaio, Montréal Robbie Keane, Los Angeles Mike Magee, Chicago                                                           |
| 2014   | Bill Hamid, DC United                             | Chad Marshall, Seattle Bobby Boswell, DC United Omar Gonzalez, Los Angeles                            | Lee Nguyen, Nlle-Angleterre Landon Donovan, Los Angeles Diego Valeri, Portland Thierry Henry, New York                                                           | Robbie Keane, Los Angeles Bradley Wright-Phillips, New York Obafemi Martins, Seattle                                            |
| 2015   | Luis Robles, New York RB                          | Laurent Ciman, Montréal Kendall Waston, Vancouver Matt Hedges, Dallas                                 | Benny Feilhaber, Kansas City Fabian Castillo, Dallas Dax McCarty, New York RB Ethan Finlay, Columbus                                                             | Sebastian Giovinco, Toronto Kei Kamara, Columbus Robbie Keane, Los Angeles                                                      |
| 2016   | Andre Blake, Philadelphie                         | Matt Hedges, Dallas Axel Sjöberg, Colorado Jelle Van Damme, Los Angeles                               | Mauro Díaz, Dallas Giovani dos Santos, Los Angeles Sacha Kljestan, New York RB Ignacio Piatti, Montréal                                                          | Sebastian Giovinco, Toronto David Villa, NYC FC Bradley Wright-Phillips, New York RB                                            |
| 2017   | Tim Melia, Kansas City                            | Kendall Waston, Vancouver Ike Opara, Kansas City Justin Morrow, Toronto                               | Diego Valeri, Portland Miguel Almirón, Atlanta Victor Vazquez, Toronto                                                                                           | David Villa, NYC FC Sebastian Giovinco, Toronto Josef Martínez, Atlanta Nemanja Nikolić, Chicago                                |
| 2018   | Zack Steffen, Columbus                            | Kemar Lawrence, New York RB Aaron Long, New York RB Chad Marshall, Seattle                            | Luciano Acosta, D.C. United Miguel Almirón, Atlanta Ignacio Piatti, Montréal Carlos Vela, LAFC                                                                   | Zlatan Ibrahimović, LA Galaxy Josef Martínez, Atlanta Wayne Rooney, D.C. United                                                 |
| 2019   | Vito Mannone, Minnesota                           | Ike Opara, Minnesota Miles Robinson, Atlanta Walker Zimmerman, LAFC                                   | Eduard Atuesta, LAFC Carles Gil, Nlle-Angleterre Maxi Moralez, NYC FC Alejandro Pozuelo, Toronto FC                                                              | Zlatan Ibrahimović, LA Galaxy Josef Martínez, Atlanta Carlos Vela, LAFC                                                         |
| 2020   | Andre Blake, Union de Philadelphie                | Walker Zimmerman, Nashville SC Mark McKenzie, Union de Philadelphie Jonathan Mensah, Crew de Columbus | Alejandro Pozuelo, Toronto FC Nicolás Lodeiro, Sounders de Seattle Diego Chará, Timbers de Portland Brenden Aaronson, Union de Philadelphie                      | Diego Rossi, Los Angeles FC Jordan Morris, Sounders de Seattle Raúl Ruidíaz,Sounders de Seattle                                 |
| 2021   | Matt Turner, Revolution de la Nouvelle-Angleterre | Walker Zimmerman, Nashville SC Miles Robinson, Atlanta United Yeimar Gómez, Sounders de Seattle       | João Paulo, Sounders de Seattle Carles Gil, Revolution de la Nouvelle-Angleterre Hany Mukhtar, Nashville SC Tajon Buchanan, Revolution de la Nouvelle-Angleterre | Raúl Ruidíaz, Sounders de Seattle Valentín Castellanos, New York City FC Gustavo Bou (en), Revolution de la Nouvelle-Angleterre |
| 2022   | Andre Blake, Union de Philadelphie                | Walker Zimmerman, Nashville SC Jakob Glesnes, Union de Philadelphie Kai Wagner, Union de Philadelphie | Luciano Acosta, FC Cincinnati Sebastián Driussi, Austin FC Hany Mukhtar, Nashville SC Dániel Gazdag, Union de Philadelphie                                       | Jesús Ferreira, FC Dallas Brandon Vazquez, FC Cincinnati Carlos Vela, Los Angeles FC                                            |
| 2023   | Roman Bürki, St. Louis City SC                    | Matt Miazga, FC Cincinnati Tim Parker, St. Louis City SC Walker Zimmerman, Nashville SC               | Luciano Acosta, FC Cincinnati Thiago Almada, Atlanta United Héctor Miguel Herrera, Dynamo de Houston Hany Mukhtar, Nashville SC                                  | Denis Bouanga, Los Angeles FC Giórgos Giakoumákis, Atlanta United Cucho Hernández, Crew de Columbus                             |
| 2024   | Kristijan Kahlina (en), Charlotte FC              | Yeimar Gómez, Sounders de Seattle Jordi Alba, Inter Miami Steven Moreira, Crew de Columbus            | Luciano Acosta, FC Cincinnati Riqui Puig, Galaxy de Los Angeles Evander, Timbers de Portland                                                                     | Denis Bouanga, Los Angeles FC Cucho Hernández, Crew de Columbus Lionel Messi, Inter Miami Christian Benteke, D.C. United        |

## Joueurs les plus récompensés
- 7 :  Landon Donovan
- 6 :  Dwayne De Rosario
- 5 :  Chris Armas,  Robin Fraser,  Jaime Moreno et  Walker Zimmerman
- 4 :  Jimmy Conrad,  Marco Etcheverry,  Omar Gonzalez,  Shalrie Joseph,  Robbie Keane,  Chad Marshall,  Eddie Pope,  Preki et  Luciano Acosta

## Équipes les plus représentées
| Club                                 | Récompenses | Saisons en MLS | Moy. par saison |
| ------------------------------------ | ----------- | -------------- | --------------- |
| Nashville Soccer Club                | 7           | 5              | 1,40            |
| Galaxy de Los Angeles                | 38          | 29             | 1,31            |
| Fusion de Miami                      | 5           | 4              | 1,25            |
| Mutiny de Tampa Bay                  | 7           | 6              | 1,17            |
| Los Angeles FC                       | 8           | 7              | 1,14            |
| D.C. United                          | 29          | 29             | 1,00            |
| Atlanta United FC                    | 8           | 8              | 1,00            |
| St. Louis City SC                    | 2           | 2              | 1,00            |
| Fire de Chicago                      | 23          | 27             | 0,85            |
| FC Cincinnati                        | 5           | 6              | 0,83            |
| Sounders de Seattle                  | 13          | 16             | 0,81            |
| Burn de Dallas/FC Dallas             | 15          | 19             | 0,79            |
| Sporting KC/Wizards de KC            | 22          | 29             | 0,76            |
| Metrostars/Red Bulls de New York     | 20          | 29             | 0,69            |
| Crew de Columbus                     | 18          | 29             | 0,62            |
| Union de Philadelphie                | 9           | 15             | 0,60            |
| Clash/Earthquakes de San José        | 16          | 27             | 0,59            |
| Revolution de la Nouvelle-Angleterre | 17          | 29             | 0,59            |
| Toronto FC                           | 9           | 18             | 0,50            |
| Timbers de Portland                  | 7           | 14             | 0,50            |
| Dynamo de Houston                    | 8           | 19             | 0,42            |
| New York City FC                     | 4           | 10             | 0,40            |
| Chivas USA                           | 4           | 10             | 0,40            |
| Impact de Montréal                   | 4           | 13             | 0,31            |
| Minnesota United                     | 2           | 8              | 0,25            |
| Austin Football Club                 | 1           | 4              | 0,25            |
| Real Salt Lake                       | 5           | 20             | 0,25            |
| Rapids du Colorado                   | 7           | 29             | 0,24            |
| Whitecaps de Vancouver               | 2           | 14             | 0,14            |
| Orlando City SC                      | 0           | 10             | 0               |

## Nationalités les plus représentées
| Rang | Nationalité          | Best XI | MVP |
| ---- | -------------------- | ------- | --- |
| 1.   | États-Unis           | 149     | 8   |
| 2.   | Argentine            | 22      | 5   |
| 3.   | Colombie             | 18      | 2   |
| 4.   | Canada               | 10      | 1   |
| 5.   | Espagne              | 9       | 3   |
| 6.   | Bolivie              | 9       | 1   |
| 7.   | République d'Irlande | 6       | 1   |
| 7.   | Italie               | 6       | 1   |
| 7.   | Mexique              | 6       | 1   |
| 10.  | Jamaïque             | 6       | 0   |
| 11.  | France               | 5       | 0   |
| 12.  | Allemagne            | 4       | 1   |
| 13.  | Salvador             | 4       | 0   |
| 13.  | Angleterre           | 4       | 0   |
| 13.  | Grenade              | 4       | 0   |
| 13.  | Suède                | 4       | 0   |
| 17.  | Honduras             | 3       | 2   |
| 18.  | Venezuela            | 3       | 1   |
| 18.  | Brésil               | 3       | 1   |
| 20.  | Pologne              | 3       | 0   |
| 20.  | Écosse               | 3       | 0   |
| 20.  | Belgique             | 3       | 0   |
| 23.  | Tchéquie             | 2       | 0   |
| 23.  | Costa Rica           | 2       | 0   |
| 23.  | Danemark             | 2       | 0   |
| 23.  | Gabon                | 2       | 0   |
| 23.  | Hongrie              | 2       | 0   |
| 23.  | Nouvelle-Zélande     | 2       | 0   |
| 23.  | Paraguay             | 2       | 0   |
| 23.  | Pérou                | 2       | 0   |
| 23.  | Uruguay              | 2       | 0   |
| 32.  | 16 nationalités      | 1       | 0   |